# Gonzalo Sánchez (vladar Sobrarbea i Ribagorze)
Don Gonzalo Sánchez (Gonzalo I. od Sobrarbea i Ribagorze; šp.: Gonzalo I de Sobrarbe y Ribagorza; oko 1020. — Foradada del Toscar, 26. lipnja 1045.) bio je infant (ili princ) Pamplone te kralj Sobrarbea i Ribagorze u Španjolskoj.
Bio je mlađi sin kralja Pamplone, Sanča III. Garcésa Velikog, cara Španjolske; majka mu je bila kraljica Mayor iz Kastilje.
Baka mu je bila gospa Jimena Fernández, kraljica Pamplone.
Gonzalov je stariji brat bio kralj Garcia Sanchez III. od Pamplone, znan i kao García od Nájere. Gonzalo je postao grof nakon očeve smrti te je vladao kao vazal svog brata.
Čini se da Gonzalo nije bio previše popularan. Prema jednoj teoriji, bio je veoma bolestan te je umro iznimno slab, ali izvor iz 14. st. kaže da ga je ubio vitez zvan Ramonet.
Don Gonzalo je pokopan u samostanu zvanom Real Monasterio de San Victorián (San Beturián).
Sljedeći grof Sobrarbea i Ribagorze bio je Gonzalov stariji polubrat, kralj Ramiro I. od Aragonije, preko kojeg je Gonzalo bio polustric princeze Sanče Aragonske, velike grofice.